# VDO Automotive

Logo della VDO

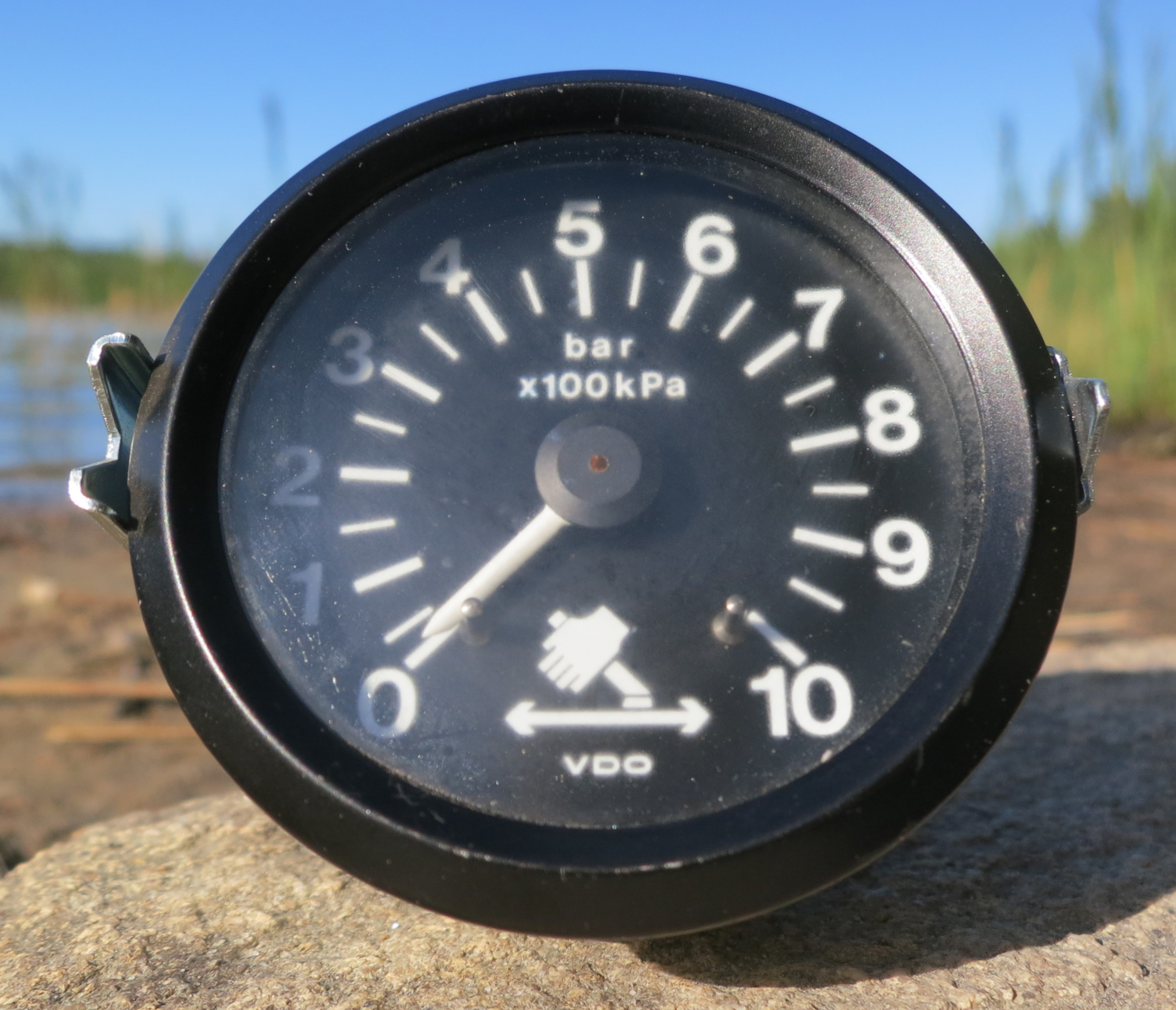
Manometro dell'olio VDO

VDO è un marchio tedesco di Continental Automotive che produce elettronica automobilistica e meccatronica per motori propulsori, sistemi di gestione del motore e sistemi di iniezione del carburante. È nota anche per la produzione di una vasta gamma di tachigrafi elettronici per mezzi pesanti, gestione dati e prodotti telematici. Dal 1958, fornisce anche componenti per imbarcazioni da diporto, panfili e barche a vela.
Nel 2018 il ramo nautica dell'azienda è stato scisso in VDO Marine, che offre prodotti realizzati dalla manifattura svizzera Veratron AG.

## Storia
VDO è stata fondata da Adolf Schindling da una fusione tra DEUTA (Deutsche Tachometer-Werke GmbH, in inglese German Speedometer Works, Ltd.) e OTA Apparate GmbH (Offenbacher Tachometer-Werke GmbH, in inglese Offenbach Speedometer Works, Ltd.) nella città di Francoforte sul Meno nel 1929. L'acronimo VDO significa "Vereinigte DEUTA-OTA, in inglese United DEUTA-OTA."
Nel 1991 l'azienda è stata acquisita da Mannesmann e otto anni dopo, nel 1999, Mannesmann è stata acquisita da Vodafone, quindi VDO è stata messa in vendita. Nel 2000, la società è stata acquisita da Siemens e, di conseguenza, è stata ribattezzata come Siemens VDO.
Dopo 7 anni, nel 2007, Siemens ha venduto VDO all'azienda Continental.